# James Delamain
Pour les articles homonymes, voir Delamain.
James Delamain est un négociant en cognac né le 21 février 1738 à Dublin et mort le 13 mai 1800 à Bordeaux. Il fonde la maison de cognac Ranson et Delamain en 1763. Liquidée en 1817, son esprit perdure à travers les maisons Thomas Hine et Cie, fondée en 1817 par son gendre Thomas Hine avec son beau-frère Garreau, et la maison Delamain, fondée en 1824 par Paul Roullet et Anne-Philippe Henry Delamain, petit-fils de James Delamain. Toutes deux sont aujourd'hui spécialisées dans le négoce et la production de cognacs de qualité.

## Biographie

### Enfance et origines
James Delamain est né le 21 février 1738 à Dublin (Irlande) de William Delamain et de Hannah Frances O'Shaughnessey. William Delamain est « écuyer maréchal de la ville de Dublin » pendant plus de 30 ans, et dirige, pendant une dizaine d'années, l'importante faïencerie de son frère ainé, "the Irish Delft Manufactory". Les Delamain sont issus d'une famille huguenote de Saintonge dont l'ancêtre Nicholas Delamain accompagne en 1625 Henriette-Marie de France à la cour de Charles Ier d'Angleterre comme chef-de-suite. Nicholas Delamain se fixe en Angleterre, et devient le protégé du duc de Buckingham. En 1639 le roi l'anoblit chevalier et lui donne la charge de fermier-général en Irlande.

### Carrière de négociant en cognac
En 1759, à 21 ans, James Delamain quitte son pays natal pour la France. Il débute comme employé de commerce à Cognac puis, en 1761, travaille à la maison Ranson à Jarnac. Il épouse en 1762 Marie Ranson, fille unique d'Isaac Ranson et Marie Thomas, propriétaire de la Maison Ranson, dont la fondation remonte aux premiers temps du cognac. En 1763 James Delamain et Isaac Ranson s'associent et fondent la maison de négoce Ranson et Delamain. En 1789, par lettres patentes du roi Louis XVI, il est naturalisé français.
Au cours des trente années qui précèdent la Révolution française il acquiert une grande fortune et devient le chef d'une des plus importantes maisons de cognac. Il est seigneur de Mainxe (acquis en 1768), Nanclas (en 1770), Montjourdain, Adelaïde, la Chambre (avant 1778), possède des terres à Foussignac (avant 1767), aux Chabannes, à Luchac (1778), ainsi que de nombreuses maisons à Jarnac, dont l'ancien couvent des Récollets. Plus tard il aura aussi une part des biens du comte de Jarnac, possèdera une maison et des terres à Saint-Domingue et des biens en Angleterre et en Irlande.
L'historien Louis Cullen, auteur d'une étude sur l'établissement en France des négociants irlandais en eau-de-vie au XVIIIe siècle, le décrit comme le « parrain » des Irlandais installés en Charente, parmi lesquelles Richard Hennessy. Ces négociants, précédés par William Geoghegan cherchaient des moyens de pallier la pénurie d'eau-de-vie de céréales en Angleterre et eurent l'idée d'appliquer au vin de Charente la technique de la double distillation, déjà utilisée pour le whiskey irlandais.
James Delamain est un protestant convaincu, et préside de nombreux synodes provinciaux, notamment celui tenu en 1787 à la suite de l’Édit de Tolérance, qui a lieu chez lui, à Nanclas, et qui est le dernier synode tenu en Angoumois. Il accueille favorablement les idées révolutionnaires et est successivement : capitaine de la Garde Bourgeoise de Jarnac, colonel de la Légion de Cognac et membre du Directoire de la Charente. Sous la Terreur, il est obligé d'abandonner des sommes considérables pour sauver sa vie.

### Mort et descendance
James Delamain meurt le 23 floréal de l'an VIII (13 mai 1800) à Bordeaux. De son mariage avec Marie Ranson, il a dix enfants, dont :
- Jean Isaac Delamain (1764-1810), le fils aîné, épouse en 1787 Elisabeth Augier. Il est membre influent des sociétés populaires pendant la Terreur. Il subit d'énormes pertes par le fait du Blocus continental et meurt à Londres. L'oncle d'Elisabeth Augier, Étienne, est député aux États-Généraux de 1789, pour représenter le Tiers état de l'Angoumois.
- Jeanne Esther Adelaïde (1773-1855) épouse Gabriel Garreau, de La Rochelle. Il est associé de Thomas Hine dans la maison Delamain Ranson & Co. puis, à partir de 1817, dans Hine & Garreau. Garreau est maire de Jarnac de 1816 à 1822.
- Françoise Élisabeth Delamain (1777-1856) épouse le 3 octobre 1797 Thomas Hine, (1775-1822) originaire de Beaminster, en Angleterre[2]. Thomas Hine vient s'installer à Jarnac vers 1791, travaille dans la maison de son beau-père, puis la dirige avec son beau-frère Garreau jusqu'en 1817. Il fonde en 1817, la maison Hine & Garreau, rebaptisé Hine[2].
- Anne Marie Delamain (1778-), épouse de Mathieu Faure.

Anne-Philippe Henry Delamain, fils aîné de Jean Isaac Delamain, est né en 1791. Il étudie au collège de Pont-le-Roi à Paris, passe trois ans en Angleterre et rentre à Jarnac à la mort de son père. Il entre dans la maison de commerce en 1812, tenue alors par ses trois oncles, Hine, Garreau et Henri Ferdinand Delamain, maison qu'il aurait dû avoir sans les écarts de son père. A la liquidation de la vieille maison Ranson & Delamain, en 1817, il s'associe avec son oncle Ferdinand pour fonder Delamain et Cie. Mais faute d'entente il s'en sépare en 1819 pour s'associer avec son oncle Paul Frédéric Roullet, sous la raison social Roullet & Delamain en 1824, rebaptisée Delamain & Cie en 1920,. Il est maire de Jarnac de 1823 à 1824. Il meurt à Jarnac en 1865.
Les descendants de James Delamain ont cultivé l'esprit humaniste et cosmopolite de leur ancêtre, produisant de nombreux érudits et hommes de lettres. On citera notamment Maurice Delamain, écrivain et propriétaire de la maison d'édition Stock (la Librairie Delamain subsiste face à la Comédie Française, rue Saint-Honoré à Paris), Jacques Delamain, poète et vulgarisateur scientifique de l'ornithologie avant et pendant la Première Guerre mondiale, ou encore Robert Delamain, historien et archéologue, auteur de la monographie de référence sur le cognac, l'Histoire du Cognac, 1935.